# Mary Stuart Masterson
Mary Stuart Masterson (New York, 28 giugno 1966) è un'attrice statunitense.

## Biografia
Mary Stuart Masterson nasce a New York dal regista e produttore cinematografico Peter Masterson e l'attrice Carlin Glynn, nota al pubblico per l'interpretazione di Brenda Baker, madre di "Sam" (Molly Ringwald), in Sixteen Candles - Un compleanno da ricordare (1984). Inizia i suoi studi nei teatri di New York con Robert Downey Jr. e Jon Cryer. Masterson fa la sua prima apparizione nel cinema nel film del La fabbrica delle mogli (1975). In seguito recita accanto a Sean Penn in A distanza ravvicinata (1986), mentre l'anno successivo è tra i protagonisti del film di John Hughes Un meraviglioso batticuore (1987), diventando uno dei personaggi cinematografici che vengono associati al fenomeno anni '80 chiamato Brat Pack. Altri film di cui è stata protagonista e che ne hanno fatto aumentare la popolarità sono Pomodori verdi fritti alla fermata del treno (1991) e The Sisters (2005). Nel 2003 ha recitato e cantato nel musical Nine, performance per la quale ha ottenuto una candidatura al Tony Award alla miglior attrice non protagonista in un musical.

### Regista
Nel maggio 1993, Masterson ha rivelato di aver scritto una sceneggiatura per un film provvisoriamente intitolato Around the Block, una commedia romantica su una "donna che vince le proprie paure diventando una cantante"; in un articolo di copertina sul successo al botteghino di Benny & Joon, ha detto a Entertainment Weekly che lo avrebbe diretto da sola, con le riprese principali previste per l'autunno. Masterson ha iniziato la sua carriera da regista con il lungometraggio del 2007 The Cake Eaters, presentato al Ft. Lauderdale International Film Festival e all'Ashland Independent Film Festival. Del suo passaggio alla regia, Masterson ha detto in un'intervista: "Quando ho firmato per farlo, non ero spaventata ma, sì, è stato spaventoso. Ho già 40 anni, anche se non vogliamo parlarne. Nel '92 ho scritto la mia prima sceneggiatura, che poi avrei dovuto dirigere, ma ho finito per accettare un lavoro da attrice perché ci vuole un'eternità per fare un film".

## Vita privata
Masterson è stata sposata con George Carl Francisco dal 1990 al 1992; risposatasi nel 2000 con il produttore Damon Santostefano, si è separata da lui nel 2004. Nel 2006 ha sposato l'attore Jeremy Davidson (nato Jeremy Michael Greenberg), che ha conosciuto nel 2004 sul set, Masterson ha avuto il suo primo figlio, Phineas Bee Greenberg, l'11 ottobre 2009. Nell'agosto 2011 ha partorito due gemelli, il maschio Wilder Greenberg e la femmina Clio Greenberg.

## Filmografia

### Attrice

#### Cinema
- La fabbrica delle mogli (The Stepford Wives), regia di Bryan Forbes (1975)
- Catholic Boys (Heaven Help Us), regia di Michael Dinner (1985)
- My Little Girl, regia di Connie Kaiserman (1986)
- A distanza ravvicinata (At Close Range), regia di James Foley (1986)
- Giardini di pietra (Gardens of Stone), regia di Francis Ford Coppola (1987)
- Un meraviglioso batticuore (Some Kind of Wonderful), regia di Howard Deutch (1987)
- Legami di famiglia (Immediate Family), regia di Jonathan Kaplan (1989)
- Uno strano caso (Chances Are), regia di Emile Ardolino (1989)
- Bebè mania (Funny About Love), regia di Leonard Nimoy (1990)
- Di coppia in coppia (Married To It), regia di Arthur Hiller (1991)
- Pomodori verdi fritti alla fermata del treno (Fried Green Tomatoes), regia di Jon Avnet (1991)
- Benny & Joon, regia di Jeremiah S. Chechik (1993)
- Bad Girls, regia di Jonathan Kaplan (1994)
- Benvenuti a Radioland (Radioland Murders), regia di Mel Smith (1994)
- Amare è... (Bed of Roses) regia di Michael Goldenberg (1996)
- Omicidio a New Orleans (Heaven's Prisoners), regia di Phil Joanou (1996)
- L'uomo del giorno dopo (The Postman), regia di Kevin Costner (1997)
- Un Natale indimenticabile (On the 2nd Day of Christmas), regia James Frawley (1997)
- Autunno fra le nuvole (Digging to China), regia Timothy Hutton (1998)
- The Sisters, regia di Arthur Allan Seidelman (2005)
- Skin, regia di Guy Nattiv (2018)
- Daniel Isn't Real, regia di Adam Egypt Mortimer (2019)
- Five Nights at Freddy's, regia di Emma Tammi (2023)

#### Televisione
- Storie incredibili (Amazing Stories) – serie TV, episodio 2x08 (1986)
- Medici per la vita (Something the Lord Made), regia di Joseph Sargent – film TV (2004)
- Law & Order - Unità vittime speciali (Law & Order: Sopecial Victims Unit) – serie TV, 5 episodi (2004-2007)
- NCIS - Unità anticrimine (NCIS) – serie TV, episodi 14x09-14x16-14x17 (2016-2017)
- Blindspot – serie TV, 11 episodi (2017-2019)
- For Life – serie TV, 12 episodi (2020)

### Regista
- On the Edge - film TV, segmento The Other Side (2001)
- The Cake Eaters - Le vie dell'amore (The Cake; 2007)

## Doppiatrici italiane
Nelle versioni in italiano delle opere in cui ha recitato, Mary Stuart Masterson è stata doppiata da:
- Emanuela Rossi in Giardini di pietra, Omicidio a New Orleans, Autunno fra le nuvole
- Sabrina Duranti in Law & Order - Unità vittime speciali, The Good Wife, Five Nights at Freddy's
- Eleonora De Angelis in Legami di famiglia, Benny & Joon, Un Natale indimenticabile
- Silvia Tognoloni in Un meraviglioso batticuore, Uno strano caso
- Roberta Greganti in Amare è..., Blue Bloods
- Laura Boccanera in A distanza ravvicinata
- Ilaria Stagni in Pomodori verdi fritti alla fermata del treno
- Paola Valentini in Lily Dale
- Franca D'Amato in Bad Girls
- Cinzia De Carolis in Benvenuti a Radioland
- Mavi Felli in Omicidio a New Orleans
- Loredana Nicosia in Medici per la vita
- Anna Radici in The Sisters
- Alessandra Korompay in NCIS - Unità anticrimine
- Barbara De Bortoli in For Life
- Renata Bertolas in Tre topolini ciechi
- Barbara Castracane in Blindspot